# Frankensteiner Kreisbahn
| Kursbuchstrecke: | 129d (1934) 130d (1939) |                                             |                                             |
| Streckenlänge: | 49,89 km                |                                             |                                             |
| Spurweite: | 1435 mm (Normalspur)    |                                             |                                             |
| Maximale Neigung: | 25 ‰                    |                                             |                                             |
| Minimaler Radius: | 200 m                   |                                             |                                             |
| |                         |                                             |                                             |
| \| \| \| von Reichenbach \| \| \| \| 12,71 \| Silberberg (Srebrna Góra) \| Silberberg (Srebrna Góra) \| \| \| \| nach Wünschelburg \| \| \| \| 9,13 \| Schönwalde Bz. Breslau \| Schönwalde Bz. Breslau \| \| \| 7,47 \| Ober Peterwitz \| Ober Peterwitz \| \| \| 5,38 \| Peterwitz (Stoszowice) \| Peterwitz (Stoszowice) \| \| \| \| Groß Olbersdorf \| \| \| \| 0,0 \| Frankenstein (Ząbkowice Śląskie) \| Frankenstein (Ząbkowice Śląskie) \| \| \| \| Bahnstrecke Schweidnitz–Kamenz \| \| \| \| 1,97 \| Protzan (Zwrócona) \| Protzan (Zwrócona) \| \| \| 6,13 \| Nickelwerke \| Nickelwerke \| \| \| 7,61 \| Tomnitz \| Tomnitz \| \| \| 10,11 \| Kobelau \| Kobelau \| \| \| 14,66 0,0 \| Lauenbrunn (bis 1936 Tepliwoda, Ciepłowody) \| Lauenbrunn (bis 1936 Tepliwoda, Ciepłowody) \| \| \| \| \| \| \| \| \| Siegroth Süd \| \| \| \| 3,06 \| Siegroth \| Siegroth \| \| \| 5,49 \| Siegroth Nord (bis 1937 Wonnwitz) \| Siegroth Nord (bis 1937 Wonnwitz) \| \| \| 7,00 \| Schmitzdorf-Silbitz \| Schmitzdorf-Silbitz \| \| \| 10,35 \| Groß Kniegnitz \| Groß Kniegnitz \| \| \| \| von Heidersdorf \| \| \| \| 12,52 \| Kurtwitz (Kondratowice) \| Kurtwitz (Kondratowice) \| \| \| \| nach Strehlen \| \| \| \| \| Ratz \| \| \| \| 18,52 \| Tarchwitz \| Tarchwitz \| \| \| 20,59 \| Alt Heinrichau \| Alt Heinrichau \| \| \| \| von Breslau \| \| \| \| 24,65 \| Heinrichau (Henryków) \| Heinrichau (Henryków) \| \| \| \| nach Kamenz \| \| |                         |                                             |                                             |
| Strecke (außer Betrieb) |                         | von Reichenbach                             | von Reichenbach                             |
| Bahnhof (Strecke außer Betrieb) | 12,71                   | Silberberg (Srebrna Góra)                   | Silberberg (Srebrna Góra)                   |
| Abzweig geradeaus und nach rechts (Strecke außer Betrieb) |                         | nach Wünschelburg                           | nach Wünschelburg                           |
| Bahnhof (Strecke außer Betrieb) | 9,13                    | Schönwalde Bz. Breslau                      | Schönwalde Bz. Breslau                      |
| Haltepunkt / Haltestelle (Strecke außer Betrieb) | 7,47                    | Ober Peterwitz                              | Ober Peterwitz                              |
| Bahnhof (Strecke außer Betrieb) | 5,38                    | Peterwitz (Stoszowice)                      | Peterwitz (Stoszowice)                      |
| Dienststation / Betriebs- oder Güterbahnhof (Strecke außer Betrieb) |                         | Groß Olbersdorf                             | Groß Olbersdorf                             |
| Spitzkehrbahnhof rechts (Strecke außer Betrieb) | 0,0                     | Frankenstein (Ząbkowice Śląskie)            | Frankenstein (Ząbkowice Śląskie)            |
| Kreuzung geradeaus unten (Strecke geradeaus außer Betrieb) |                         | Bahnstrecke Schweidnitz–Kamenz              | Bahnstrecke Schweidnitz–Kamenz              |
| Bahnhof (Strecke außer Betrieb) | 1,97                    | Protzan (Zwrócona)                          | Protzan (Zwrócona)                          |
| Bahnhof (Strecke außer Betrieb) | 6,13                    | Nickelwerke                                 | Nickelwerke                                 |
| Bahnhof (Strecke außer Betrieb) | 7,61                    | Tomnitz                                     | Tomnitz                                     |
| Bahnhof (Strecke außer Betrieb) | 10,11                   | Kobelau                                     | Kobelau                                     |
| Bahnhof (Strecke außer Betrieb) | 14,66 0,0               | Lauenbrunn (bis 1936 Tepliwoda, Ciepłowody) | Lauenbrunn (bis 1936 Tepliwoda, Ciepłowody) |
| Verschwenkung von links (Strecke außer Betrieb) · Verschwenkung von rechts (Strecke außer Betrieb) |                         |                                             |                                             |
| Strecke (außer Betrieb) · Dienststation / Betriebs- oder Güterbahnhof (Strecke außer Betrieb) |                         | Siegroth Süd                                | Siegroth Süd                                |
| Strecke (außer Betrieb) · Bahnhof (Strecke außer Betrieb) | 3,06                    | Siegroth                                    | Siegroth                                    |
| Strecke (außer Betrieb) · Bahnhof (Strecke außer Betrieb) | 5,49                    | Siegroth Nord (bis 1937 Wonnwitz)           | Siegroth Nord (bis 1937 Wonnwitz)           |
| Strecke (außer Betrieb) · Bahnhof (Strecke außer Betrieb) | 7,00                    | Schmitzdorf-Silbitz                         | Schmitzdorf-Silbitz                         |
| Strecke (außer Betrieb) · Bahnhof (Strecke außer Betrieb) | 10,35                   | Groß Kniegnitz                              | Groß Kniegnitz                              |
| Strecke (außer Betrieb) · Abzweig geradeaus und von links (Strecke außer Betrieb) |                         | von Heidersdorf                             | von Heidersdorf                             |
| Strecke (außer Betrieb) · Bahnhof (Strecke außer Betrieb) | 12,52                   | Kurtwitz (Kondratowice)                     | Kurtwitz (Kondratowice)                     |
| Strecke (außer Betrieb) · Strecke (außer Betrieb) |                         | nach Strehlen                               | nach Strehlen                               |
| Dienststation / Betriebs- oder Güterbahnhof (Strecke außer Betrieb) |                         | Ratz                                        | Ratz                                        |
| Bahnhof (Strecke außer Betrieb) | 18,52                   | Tarchwitz                                   | Tarchwitz                                   |
| Bahnhof (Strecke außer Betrieb) | 20,59                   | Alt Heinrichau                              | Alt Heinrichau                              |
| Abzweig ehemals geradeaus und von links |                         | von Breslau                                 | von Breslau                                 |
| Bahnhof | 24,65                   | Heinrichau (Henryków)                       | Heinrichau (Henryków)                       |
| Strecke |                         | nach Kamenz                                 | nach Kamenz                                 |

Die Frankensteiner Kreisbahn war eine vollspurige Kleinbahn in Niederschlesien, die die Kreisstadt Frankenstein einerseits nach Westen mit Silberberg, andererseits nach Norden mit Heinrichau und Kurtwitz verband. Zum Bau der Bahn wurde am 25. März 1907 die Frankenstein-Münsterberg-Nimptscher Kreisbahn-AG gegründet, die ab dem 7. Januar 1937 als Frankensteiner Kreisbahn-AG firmierte.

## Geschichte
An der Aktiengesellschaft waren das Königreich Preußen, der Kreis Frankenstein, der Kreis Münsterberg und der Kreis Nimptsch sowie die Bahnbau- und Betriebsgesellschaft Lenz & Co. beteiligt, die nach der Eröffnung des gesamten Netzes am 1. November 1908 die Betriebsführung übernahm und bis 1945 behielt. Das fast 50 km lange normalspurige Kleinbahnnetz befand sich überwiegend im 1932 vergrößerten Kreisgebiet. Nur zehn Kilometer lagen im Landkreis Strehlen.
In der Kreisstadt Frankenstein befand sich der Kleinbahnhof nahe dem Staatsbahnhof, der an der am Nordostrand des Eulengebirges entlangführenden Staatsbahnstrecke Schweidnitz – Kamenz lag. Es war ein Kopfbahnhof, von dem zwei Verbindungen ausgingen. Eine 13 km lange Strecke erreichte in westlicher Richtung die Stadt Silberberg, wo sie Anschluss an die Eulengebirgsbahn fand. Die andere erschloss den Norden des Kreises und endete nach 25 km im Kleinbahnhof von Heinrichau an der Staatsbahnstrecke Breslau–Kamenz–Glatz. In der Mitte dieser längsten Kleinbahnstrecke zweigte in Lauenbrunn, das bis 1937 Tepliwoda hieß, noch eine 12 km lange Verbindung nach Kurtwitz an der Nebenbahn Strehlen–Heidersdorf ab. 
Die Verteilung des Aktienkapitals hatte sich bis zum Beginn des Zweiten Weltkriegs nur geringfügig geändert. Den größten Anteil besaß der Freistaat Preußen mit 25 %. Auf den Kreis Frankenstein entfielen 16 %, auf die Nachbarkreise Reichenbach und Strehlen insgesamt 9,2 % sowie auf die Stadt Frankenstein 11,7 %. Nachdem die AG für Verkehrswesen ihren Anteil von 26 % im Jahre 1940 veräußert hatte, befand sich mehr als ein Drittel in privatem Streubesitz. 
In den ersten Betriebsjahren vor dem Ersten Weltkrieg konnten 3 % Dividende gezahlt werden. Der Personenverkehr war bis 1927 zufriedenstellend, danach sank er. Ein 1936 beschaffter Dieseltriebwagen brachte keine Verbesserung. Im Güterverkehr bestimmten landwirtschaftliche Güter das Verkehrsaufkommen. Außerdem gab es ein Bergwerk und einen Basaltsteinbruch als Kunden. 
Bei Eröffnung waren fünf Lokomotiven vom Lenz-Typ c vorhanden, 1929 wurden zwei fabrikneue ELNA 2 erworben, dafür wurden zwei alte Lokomotiven verkauft. 1940 waren vier Dampflokomotiven, ein Triebwagen, elf Personen-, drei Pack- und 29 Güterwagen vorhanden.

## Betrieb nach dem Zweiten Weltkrieg
Nach dem Krieg führte die Polnische Staatsbahn den Betrieb weiter. Nur eine Lok hatte den Krieg überstanden, die anderen waren verschollen. Ab 14. Juli 1946 fuhren zwischen Frankenstein und Silberberg sowie bis Tepliwoda/Lauenbrunn wieder täglich zwei Züge. Ab 1964 wurden Diesellokomotiven eingesetzt. Der Personenverkehr zwischen Ząbkowice Śląskie (Frankenstein) und Srebrna Góra (Silberberg) wurde am 21. Mai 1977 eingestellt, der Güterverkehr am 15. Juli 1983. Zum 1. Januar 1987 wurde der Personenverkehr zwischen Ciepłowody (Tepliwoda) und Henryków (Heinrichau) eingestellt, der restliche  Personenverkehr am 1. September 1989. Am 1. Januar 1991 wurde der Güterverkehr eingestellt. 